# Thomas Kyriell
Thomas Kyriell, né vers 1396 et mort exécuté le 18 février 1461 après la seconde bataille de St Albans, est un soldat anglais de la Guerre de Cent Ans et de l'ouverture de la Guerre des Deux-Roses.

## Contexte
Les familles "de Criol", "Kyriel" ou "Kyriell" acquirent une position importante dans le Kent, quand elles fortifient le château de Westenhanger, vers le milieu du XIVe siècle.

## Carrière militaire
Kyriell sert sous Henri V en Normandie, et en 1436 il tient la forteresse du Crotoy en Picardie. Il sert sous les ordres de John Talbot dans les environs de Rouen, et est fait banneret en 1443. Il commande les forces anglaises en 1450 lors de la bataille de Formigny, qui est une victoire française.
Libéré après avoir été capturé à Formigny, Kyriell est membre du Parlement. Il se présente comme Yorkiste, par opposition à Edmond Beaufort. Il est ouvertement un commandant de la maison d'York en 1460, quand la bataille s'engage dans le cadre de la Guerre des Deux-Roses. Richard Neville fait élire Kyriell à l'Ordre de la Jarretière le 8 février 1461, avec lui-même et deux autres partisans.
À la seconde bataille de St Albans, neuf jours plus tard, Kyriell se trouve dans le camp des perdants et est capturé alors qu'il garde le roi, Henri VI, qui est prisonnier des Yorkistes. Marguerite d'Anjou fait prononcer à Édouard de Westminster, prince de Galles, le sort de la garde yorkiste et Kyriell est décapité avec William Bonville.

## Famille
Kyriel est marié à Cicely, fille du député John Stourton, et dont le premier mari a été John Hill de Spaxton.